# Corpo di spedizione italiano in Alta Slesia

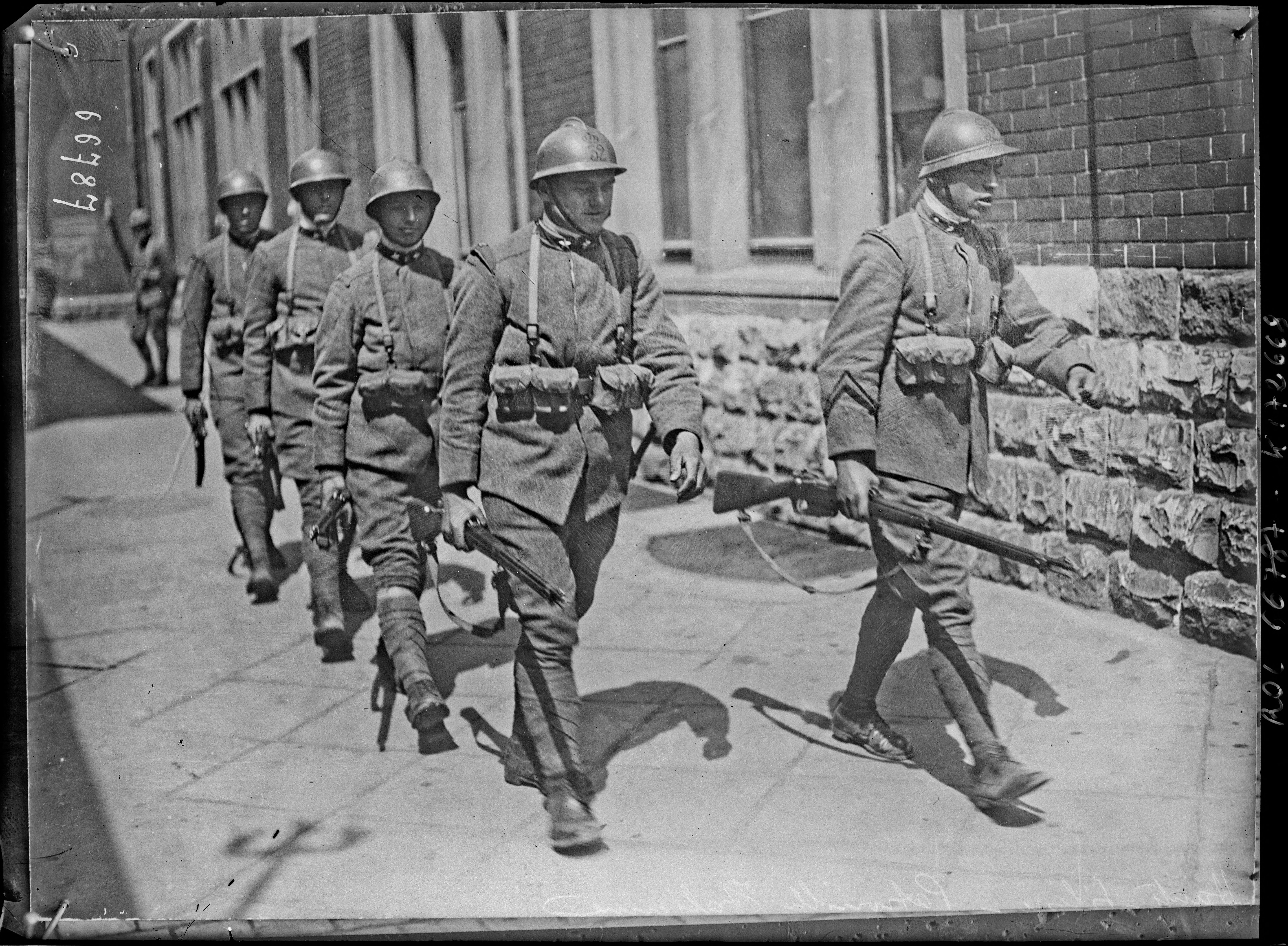
Pattuglia del 32º Reggimento fanteria.

Il Corpo di spedizione italiano in Alta Slesia fu un corpo di spedizione del Regio Esercito inviato in Alta Slesia dopo la fine della prima guerra mondiale.

## Storia
A seguito del trattato di Versailles la Commissione interalleata invia l'11 febbraio 1920 un corpo di spedizione francese, italiano e inglese in Alta Slesia contesa tra Germania e Polonia per prevenire violenze tra la maggioranza tedesca e la minoranza polacca, in attesa di un plebiscito che avrebbe assegnato la regione. La zona era stata segnata da scontri tra i Freikorps tedeschi e reparti militari polacchi.
Il corpo di spedizione italiano, circa tremila uomini, resta dal 1920 al 1922, ed era comandato dal generale Alberto de Marinis Stendardo. Il contingente italiano venne diviso nei circondari di Gross Strehlitz, Leobschutz, Ratibor e Cosel, sede del comando, alloggiando nelle ex caserme tedesche e a Ratibor nella scuola Hohenzollern. Dopo il plebiscito favorevole alla Germania, il 4 maggio 1921 vennero uccisi in scontri con rivoltosi polacchi 25 soldati italiani e 57 vennero feriti. Il contingente fu ritirato il 9 luglio 1922. Nei due anni e mezzo che durò la missione morirono complessivamente 50 militari italiani.

### Reparti
L'Italia inviò inizialmente un primo contingente di truppe formato da:
- 135º Reggimento Fanteria, su tre battaglioni, di formazione con elementi tratti da differenti reggimenti delle classi 1898, 1899 e 1900;
- Gruppo Speciale di Artiglieria da Campagna, su due batterie da 75, dell'8º Reggimento Artiglieria Campale;
- Plotone Aviatori del III Battaglione Genio Telegrafisti;
- 1° Drappello Automobilistico;
- Ospedaletto da Campo n° 40;
- 45ª Compagnia Sussistenza;
- 458º Plotone Carabinieri Reali;

per un totale di 166 ufficiali e 3259 sottufficiali e truppa.
A fine 1921 venivano rimpatriati i congedandi della classe 1898, rimpiazzati nel marzo del 1921 da reclute del 1901.
Insieme ai rimpiazzi arrivarono, in vista del plebiscito, anche altre truppe:
- due battaglioni del 32º Reggimento Fanteria Speciale "Siena".

Nel settembre 1921 furono inviate anche altre truppe:
- un battaglione della Brigata "Sicilia"
- un battaglione del 2º Reggimento Granatieri di Sardegna
- un battaglione dell'11º Reggimento bersaglieri.

In due anni e mezzo si erano alternati nella difficile missione 296 ufficiali e 9159 sottufficiali, caporali e soldati.
Le perdite furono:
- 25 caduti in combattimento;
- 5 caduti per cause di servizio;
- 20 caduti per malattie (tubercolosi e malattie dell'apparato respiratorio);
- 57 feriti ed infortunati.